# Anne Ditchburn
Anne Ditchburn (ur. 4 października 1949 w Sudbury) – kanadyjska aktorka filmowa, tancerka i choreografka.

## Wybrana filmografia
- 1978: Slow Dancing in the Big City jako Sarah Gantz
- 1983: Odsłony jako Laurian Summer

## Nagrody i nominacje
Za rolę Sarah Gantz w filmie Slow Dancing in the Big City została nominowana do nagrody Złotego Globu.